# 美脐钟螺
美脐钟螺（学名：Monilea callifera），是原始腹足目钟螺科Monilea的一种。主要分布于马来西亚、印度尼西亚、中国大陆、台湾，常栖息在低潮线。